# Зоніс Юлія Олександрівна
Юлія Олександрівна Зоніс — сучасна російська письменниця-фантастка і перекладачка.

## Життєпис
Юлія Зоніс народилася 1977 року в грузинському місті Руставі. До 1992 року жила в Молдові. Навчалася на біологічних факультетах Московського державного університету імені М. В. Ломоносова та Тель-Авівського університету. Крім того, Юлія Зоніс закінчила аспірантуру інституту Вейцмана, лондонський Юніверситі Коледж, Торонтський університет, а також Інститут біоорганічної хімії імені М. М. Шемякіна і Ю. О. Овчинникова Російської Академії наук. Нині живе в Санкт-Петербурзі.
Перші мережеві публікації з'явилися в 2004 році на сайті «Самвидав». У пресі Юлія Зоніс дебютувала в березні 2005 року в журналі «Поріг» з оповіданням «Любов та голуби». Потім публікувалася в журналах і збірниках.

### Книги
- Культурний герой (2009 рік, роман; СПб., видавництво «Амфора») в співавторстві з Олександром Шакіловим
- Діти богів (2010, роман; видавництво «Ексмо»)
- Інквізитор і німфа[4] (2011, роман; «АСТ», «Астрель», «Полиграфиздат»)
- Бойовий шлюп «Арго» (2012, авторський збірник, видавництво «Астрель»)
- Час Хімери: Геном Пандори (2012, роман; видавництво «АСТ»)
- Господар дзеркал. Співавтор: Чернявська Катерина (2013, роман; «АСТ»)
- Біохакер (2013, роман; «АСТ»)
- Ковзаючий по лезу (2014, роман; «АСТ»)

### У збірниках серії ФРАМ
- Придёт серенький волчок (микрорассказ) // Уксус и крокодилы. 38 лучших рассказов 2006 года (2007, издательство «Амфора»)
- Боевой шлюп «Арго» // ТриП: Путешествие с тремя пересадками (2007, издательство «Амфора»)
- Агасфер и Жозефина // Русские инородные сказки-5 (2007, издательство «Амфора»)
- Андрей (рукопись, найденная в бутылке) // Книга страха (2007, издательство «Амфора»)
- Тринадцатая ночь // Беглецы и чародеи. 39 лучших рассказов 2007 года (2008, издательство «Амфора»)
- Последний аргонавт // Шкафы и скелеты (2009, издательство «Амфора»)
- Прогулка к Азазелю // Праздничная книга. Июль-январь (2009, издательство «Амфора»)
- Куорт // Жили-были. Русские инородные сказки-7 (2009, издательство «Амфора»)
- Золотое яблоко // Живые и прочие. 41 лучший рассказ 2009 года (2010, издательство «Амфора»)
- ДКЗУ // Тут и там. Русские инородные сказки-8 (2010, издательство «Амфора»)
- Дело Евы Браун // В смысле (2011, издательство «Амфора»)

### В альманасі «Полудень.XXI століття»
- Мо-ги-до (№ 9 за 2008 рік)
- Гимн уходящим (№ 5 за 2010 рік)
- Ignis fatuus (№ 11 за 2011 рік). Співавтор: Інна Голдін

### В інших збірниках та журналах
- Шахматная королева // «Хроники миров. Фэнтези» (2007, Харьков, Белгород, Книжный клуб «Клуб семейного досуга»)
- Агасфер и Жозефина // «Аэлита. Новая волна / 003» (2006, издательство «У-Фактория» Екатеринбург)
- Голубок // Журнал «Реальность фантастики» № 3 за 2006 год (ИД «Мой компьютер»)
- Вольсингам и душа леса (повесть). Соавтор: Игорь Авильченко // Сабж по-сицилийски (антология фантастики) (2013, СПб.: Северо-Запад)

### Переклади
- Оповідання «Башня молний» та «Тёмный король» у збірнику «Легенды Ереси» (Серія Warhammer 40,000), 2011
- Оповідання «Жатва Черепов», «Честь злодеев», «Лабиринт» и «Одна ненависть» у збірнику «Герои Космодесанта» (Серия Warhammer 40,000), 2012
- Оповідання"Адова Ночь", «Реликвия», «12 волков», «Возвращение», «Последний воин», «Испытания Воинов-Богомолов», «Сироты „Кракена“» та «Высота Гая» у збірнику «Легенды Космодесанта» (Серія Warhammer 40,000) 2012
- Роман «Ловец душ» (Серія Warhammer 40,000), 2011
- Роман «Кровавый корсар» (Серия Warhammer 40,000), 2012
- Романи Христини Лорен: «Прекрасный игрок», «Прекрасный подонок», «Прекрасный незнакомец», 2014
- Роман Джеффа Карлсона «Наночума. Проклятая война» (Plague War), 2014
- Новелізація «Варкрафт» (Warcraft #2: The Official Movie Tie-in Novelisation), автор Крісті Голден. 2016

## Премії
- Рвана грілка, осінь 2005 (оповідання «Птахолов»)
- Портал, 2006 (оповідання «Дворжак»)
- Бронзовий Равлик, 2009 (оповідання «Мо-гі-до»)
- Портал, 2011 (оповідання «Гімн йде»)[5]
- Інтерпресскон, 2012 (роман «Інквізитор і німфа» та оповідання «Ignis fatuus», написаний у співавторстві з Іною Голдін)[6]
- Срібна стріла, 2012 (Найкращий головний герой. Герой: Марк Салліван, роман «Інквізитор і німфа»)[7]
- Інтерпресскон, 2013 (роман «Геном Пандори»)[8][9]
- Сузір'я Аю-Даг, 2013 (Премія «Сузір'я Великої Ведмедиці», роман «Геном Пандори»)[10]
- Книга року за версією Фантлаба / FantLab's book of the year award, 2013 // Найкращий роман / авторський збірник вітчизняного автора (роман «Господар дзеркал»)[11]
- РосКон, 2014. Роман. 3-є місце («Бронзовий РОСКОН», роман «Господар дзеркал»)[12]

## Відгуки
Василь Володимирський назвав «одним з найбільш очікуваних романних дебютів 2009 року» роман Зоніс і Шакілова «Культурний герой».
Макс Фрай у післямові до фрамовськомго збірника «В сенсі» пише про Юлію Зоніс: «Вона з тих авторів, чиї тексти — дуже різні, часом настільки, немов написані доброю дюжиною незнайомих одно з одною людей». Анонімний критик омського тижневика «Комерційні вісті», розбираючи збірник «Світ фантастики 2010. Зона висадки», відмічав гумористичне оповідання Юлії Зоніс «Навіщо собаці п'ята нога?»:
|  | Для гумору - захаращено й невиразно, для постановки проблеми - легковажно та шаблонно. Плюс ряд алюзій на відомі твори світової фантастики. |

Критик Євген Пожидаєв, пильно стежить за творчістю Юлії Зоніс, відзначає її здатність «свідомо конструювати світ нового середньовіччя, показуючи його таким, яким він дійсно може бути» і «говорити про нове середньовіччя середньовічною мовою — не в сенсі лексики, а в сенсі базового способу сприйняття». Пожидаєв зазначає тяжіння Зоніс до пост-постмодернізму, відзначаючи яскравість і багатоплановість тексту. Портал «Космоопера.ру» вважає збірник «Бойовий шлюп „Арго“» «досить вдалою спробою злити воєдино дух сучасної НФ з давньогрецькою міфологією».
Цікаво, що Антон Первушин, рецензуючи чужу рецензію на «Інвизитора та німфу» Юлії Зонис, висловився так:
|  | «Предмет обговорення дрібнуватий. При всій повазі до творчості Юлії Зоніс вона поки не заслужила того, щоб її авторські ляпи розбиралися настільки детально, багатослівно, з жартами і примовками» |